# Cầu thủ trẻ Serie A xuất sắc nhất năm

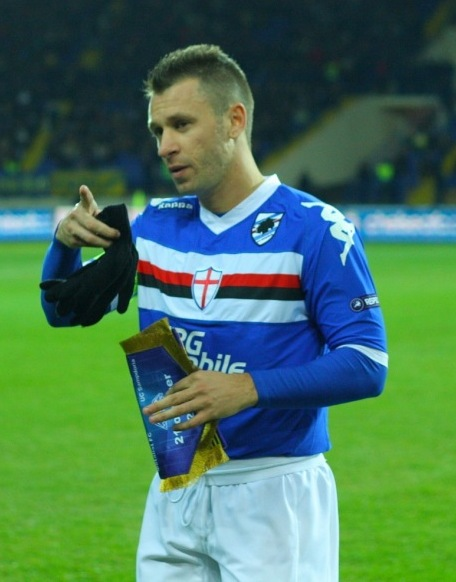
Antonio Cassano

Cầu thủ trẻ Serie A xuất sắc nhất năm là giải thưởng hàng năm, được Hiệp hội cầu thủ Ý trao cho cầu thủ trẻ xuất sắc nhất trong một mùa bóng ở Serie A. Đây là một phần của giải thưởng Oscar del Calcio.

## Cầu thủ đoạt giải
| Năm  | Cầu thủ            | Câu lạc bộ          |
| ---- | ------------------ | ------------------- |
| 1997 | Filippo Inzaghi    | Atalanta / Juventus |
| 1998 | Alessandro Nesta   | Lazio               |
| 1999 | Francesco Totti    | Roma                |
| 2000 | Roberto Baronio    | Reggina / Lazio     |
| 2001 | Antonio Cassano    | Bari / Roma         |
| 2002 | Matteo Brighi      | Bologna / Parma     |
| 2003 | Antonio Cassano    | Roma                |
| 2004 | Alberto Gilardino  | Parma               |
| 2005 | Giampaolo Pazzini  | Fiorentina          |
| 2006 | Daniele De Rossi   | Roma                |
| 2007 | Riccardo Montolivo | Fiorentina          |
| 2008 | Marek Hamšík       | Napoli              |
| 2009 | Alexandre Pato     | Milan               |
| 2010 | Javier Pastore     | Parlemo             |